# Milk Street

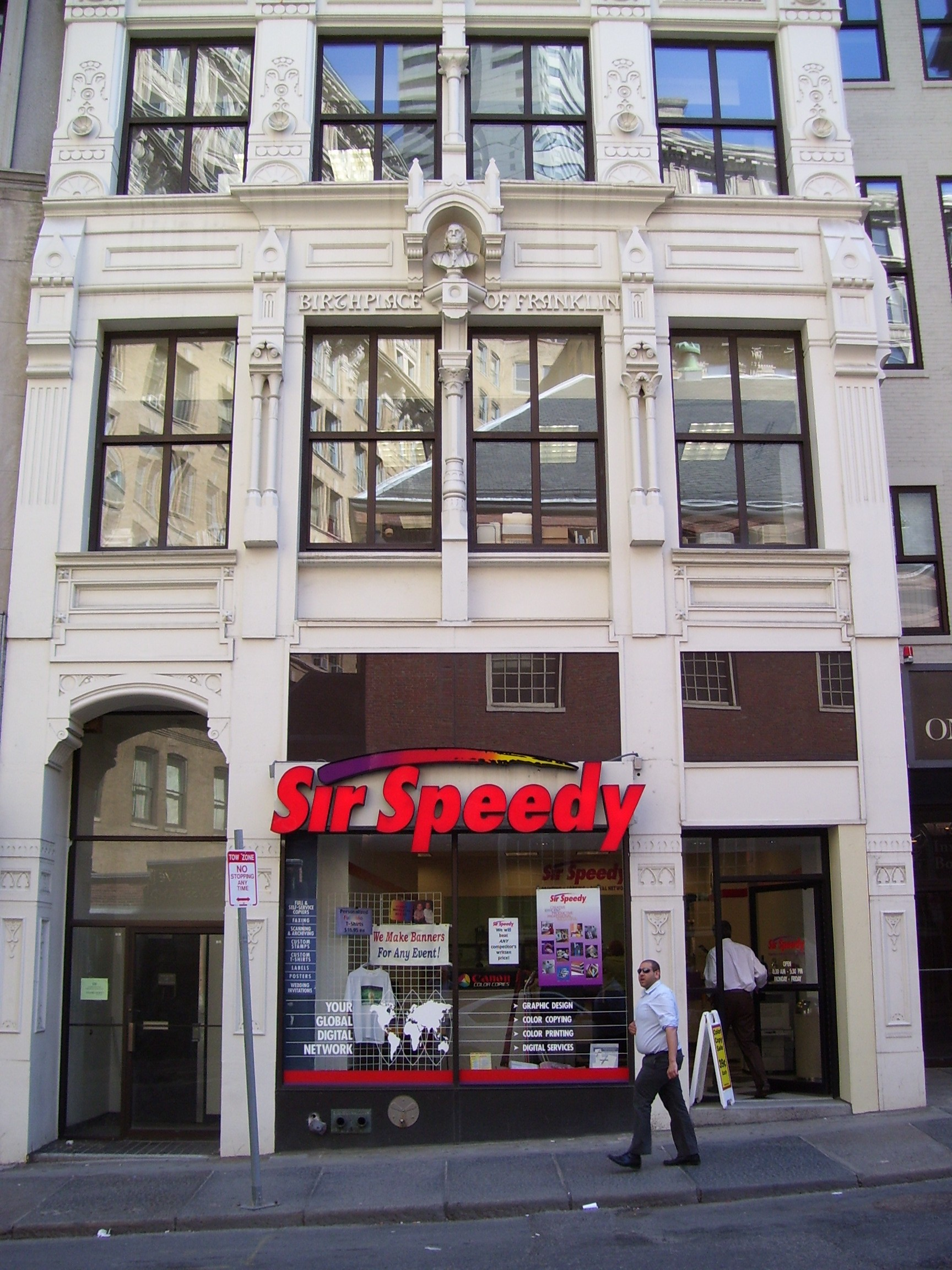
Lieu de naissance de Benjamin Franklin commémoré par un buste.

Milk Street est une rue dans le quartier financier (Financial District) de Boston, dans le Massachusetts, aux États-Unis.

## Étymologie
Le nom de Milk Street a été donné à la rue en 1708 en raison de son marché de lait ou d'après John Milk, un charpentier de marine.

## Histoire
L'un des premiers bureaux de poste à Boston a été situé sur la rue en 1711.
Benjamin Franklin est né dans cette rue.

## Lieux remarquables
Old South Meeting House se trouve à l'angle de Milk Street et de Washington Street.